# Georgios Kondylis

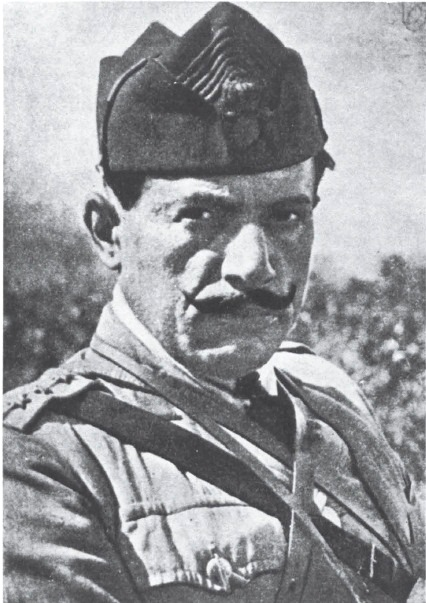
Kondylis als Oberst um 1920

Georgios Kondylis (griechisch Γεώργιος Κονδύλης; * 1879 in Prousos, Evritania; † 31. Januar 1936 in Athen) war General und Politiker in Griechenland.
Georgios Kondylis begann seine militärische Laufbahn 1896, als er sich den kretischen Aufständischen gegen die Türken anschloss. Später kämpfte er in den beiden Balkankriegen von 1912 und 1913, in Makedonien während des Ersten Weltkriegs und in Kleinasien im Griechisch-Türkischen Krieg. 1922 wurde er zum General befördert, verließ dann im Juli 1923 die Armee, um für das Parlament zu kandidieren.
Im Oktober 1923 übernahm er aber wieder den Befehl über einen Teil der Armee, um eine royalistische Revolte, die von Ioannis Metaxas angeführt wurde, niederzuschlagen, und half dann auch mit, den König Georg II. ins Exil zu schicken. Georgios Kondylis gründete seine eigene Partei, die Nationalen Republikaner und war dann Kriegsminister (1924) und Innenminister (1924–1925). Im August 1926 setzte er den militärischen Diktator Theodoros Pangalos in einem unblutigen Putsch ab und wurde selbst Ministerpräsident (23. August 1926 – 4. Dezember 1926).
1928 wechselte Georgios Kondylis seine politische Gesinnung. Bisher war er immer auf der Seite der Venizelisten und lief nun über in das Lager der Royalisten.
Er wurde Kriegsminister in der Regierung von Panagis Tsaldaris (1932–1933, 1933–1935) und unterdrückte einen Aufstand, der in Thessaloniki durch Eleftherios Venizelos im März 1935 eingeleitet worden war. Kondylis erklärte, dass die Republik versagt habe und befürwortete die Wiederherstellung der Monarchie. Im Oktober 1935 verlangten hochrangige Offiziere vom Ministerpräsidenten Panagis Tsaldaris entweder zurückzutreten oder die Monarchie zu restaurieren. Als dann Tsaldaris zurücktrat, wurde er durch den Kriegsminister Kondylis ersetzt.
Vom 10. Oktober 1935 bis 30. November 1935 war Kondylis Ministerpräsident und bis zu Rückkehr von Georg II. 3. November 1935 auch Regent. Am 30. November wurde Kondylis von Konstantinos Demertzis vom Amt als Ministerpräsident abgelöst.